# 新西蘭公司

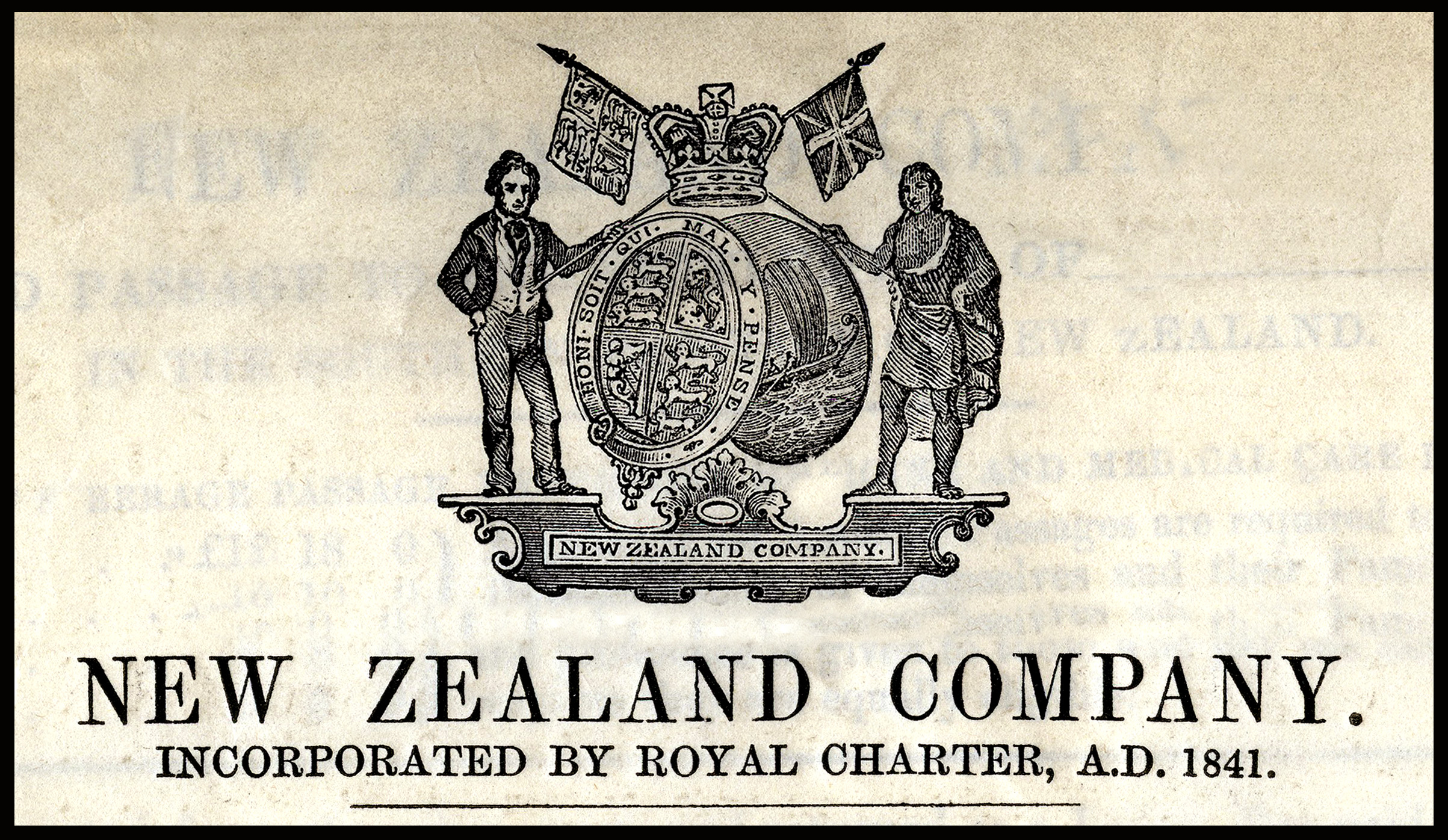
紐西蘭公司徽章

新西兰公司是在大不列颠及爱尔兰联合王国注册成立的一家公司，該公司將新西蘭的殖民作為自己的主業。 新西兰公司在惠灵顿、尼爾遜、旺格努伊和但尼丁建立了定居点。新西蘭公司成立於1825年。1837年，另一家公司與該公司合併。1840年，公司获得皇家特許狀。1843年，公司开始遇到财务问题。1850年，該公司失去了皇家特許狀，1858年結業。